# 부용초등학교 (경기)
부용초등학교는 대한민국 경기도 평택시 팽성읍 객사리에 있는 공립 초등학교이다.

## 학교 연혁
- 1927년 10월 13일 부용공립보통학교(4년제) 개교설립인가 5월 19일
- 1938년 4월 1일 부용공립심상소학교로 개칭[1]
- 1941년 4월 1일 부용공립국민학교(6년제)로 개칭[2]
- 1981년 3월 9일 병설유치원 개설
- 1994년 3월 1일 노와분교장 편입
- 1996년 3월 1일 부용초등학교로 개칭[3]
- 2002년 3월 1일 노와분교장 통폐합
- 2016년 3월 2일 제25대 조상호 교장 부임
- 2017년 2월 10일 제85회 졸업식 56명 졸업(졸업생 13,573명)
- 2017년 3월 1일 18학급 편성(일반학급 16학급,특수학급 2학급)

## 학교 상징
- 교화 - 연꽃 : 어디서나 잘 자라는 적응력
- 교목 - 은행나무 : 바르고 곧게 자람

## 참고 자료
- 부용초등학교 - 한국교육학술정보원 학교알리미